# 特雷莫賈峰

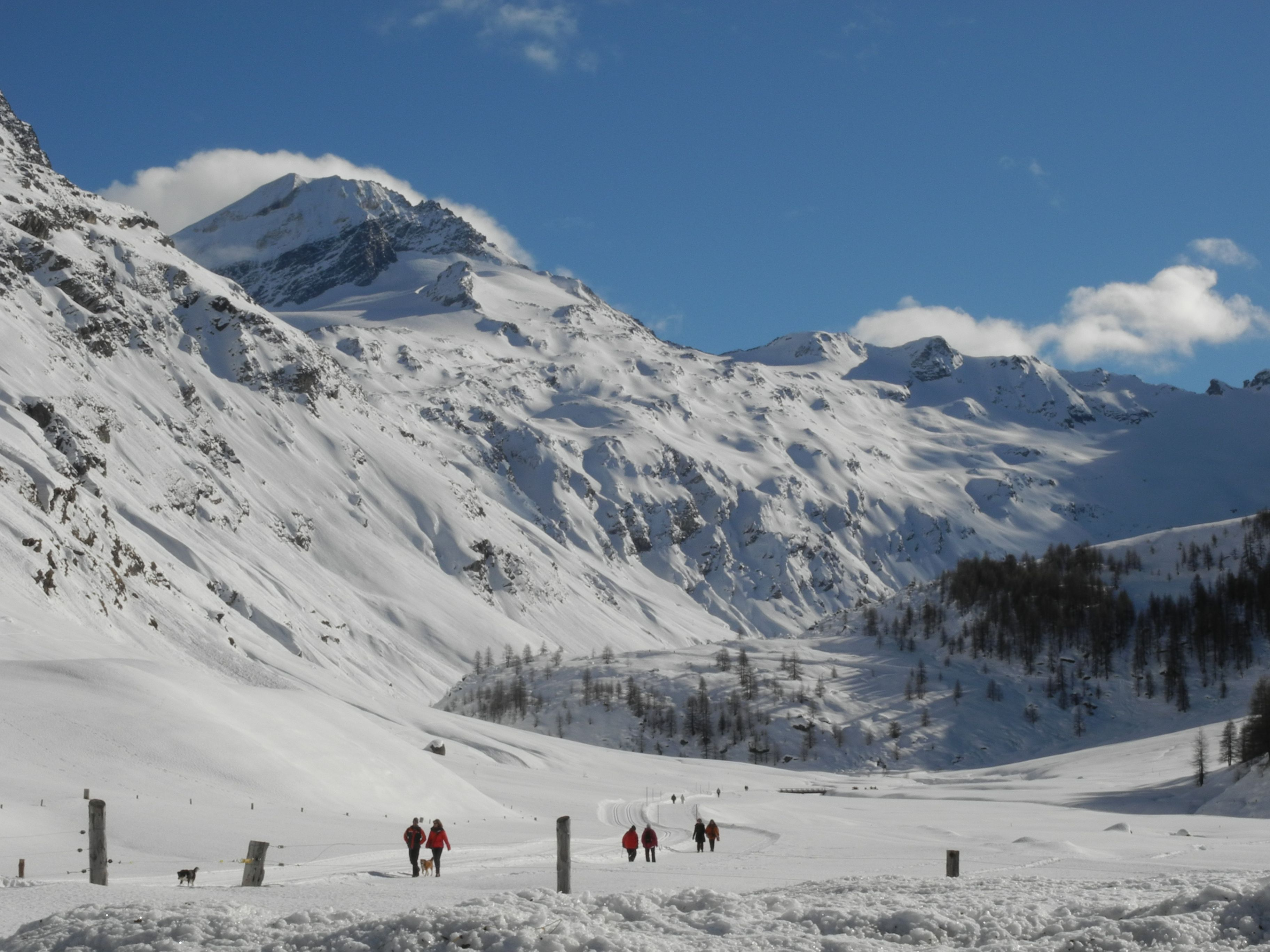

46°21′06″N 9°49′18″E / 46.35167°N 9.82167°E
特雷莫賈峰（義大利語：Pizzo delle Tre Mogge），是中歐的山峰，位於意大利和瑞士接壤的邊境，屬於貝爾尼納山脈的一部分，海拔高度3,441米，每年平均降雨量1,693毫米。